# Banana (singolo)
Banana è un singolo del cantante giamaicano Conkarah, pubblicato il 16 agosto 2019.

## Descrizione
Il brano, che vede la partecipazione del cantante giamaicano Shaggy, riprende le note di Day-O (Banana Boat Song), canzone del 1956 di Harry Belafonte.

## Video musicale
Il video ufficiale del brano è stato caricato sul canale YouTube di Conkarah il 26 agosto 2019.

## Tracce
Testi e musiche di Dwayne Shippy, Irving Burgie, Nicholas Murray, Orville Burrell, Shane Hoosong, Simon Pipe e William Attaway.
1. Banana (feat. Shaggy) – 3:04

## Remix
Il 14 maggio 2020 è stata pubblicata una versione remix del brano prodotta dal disc jockey Fle. Tale remix, originariamente diffuso nel settembre 2019 su YouTube, è diventato virale grazie ad una challenge sul social TikTok: grazie a questo successo gli interpreti hanno poi deciso di pubblicarlo ufficialmente sulle piattaforme di streaming.

## Classifiche

### Classifiche settimanali
| Classifica (2020) | Posizione massima |
| ----------------- | ----------------- |
| Argentina         | 59                |
| Austria           | 67                |
| Belgio (Fiandre)  | 7                 |
| Belgio (Vallonia) | 37                |
| Bulgaria          | 7                 |
| Canada            | 61                |
| Croazia           | 88                |
| Francia           | 46                |
| Germania          | 72                |
| Irlanda           | 93                |
| Italia            | 97                |
| Lituania          | 89                |
| Norvegia          | 22                |
| Paesi Bassi       | 3                 |
| Polonia           | 31                |
| Portogallo        | 145               |
| Romania           | 19                |
| Slovenia          | 35                |
| Svizzera          | 61                |

### Classifiche di fine anno
| Classifica (2020) | Posizione |
| ----------------- | --------- |
| Belgio (Fiandre)  | 62        |
| Paesi Bassi       | 32        |
| Romania           | 83        |